# Збриж (Чортківський район)
Збриж — село в Україні, у Скала-Подільській селищній громаді Чортківського району Тернопільської області. Розташоване на лівому березі річки Збруч, на  сході району. До 2020 підпорядковане Бурдяківській сільській раді.
Населення — 20 осіб (2003).

## Географія
Село розташоване на відстані 356 км від Києва, 83 км — від обласного центру міста Тернополя та 15 км від міста Борщів.

## Історія

### Археологічні знахідки
Поблизу села виявлено поселення трипільської культури. Воно розміщене за 2 км на південний схід від села, на високому мису лівого (напевне правого) берега Збруча і правого берега безіменного струмка, що впадає у Збруч культурний шар починається на глибині 0,1 м від поверхні і сягає до глибини 0.6—0,7 м. Він помітний вздовж берега Збруча на 500 м. Виявлено залишки жител, уламки кераміки, кістки тварин. Розвідка П. І. Борисковського в 1940-х роках. Матеріал і документація зберігаються у Ленінградському відділенні ІА АН СРСР.

### Події
У люстрації 1469 року вказано, що королівські маєтності Старий Ярослав були в управлінні Каленика Харенича із зобов'язанням служити з одним пікінером і двома лучниками та йти в похід.
Перша писемна згадка — 1646 року, коли на місці сіл Харжовець і Старий Ярослав було закладено містечко і замок.
27 липня 1672 року Збриж відвідав німецький мандрівник, дипломат Ульріх фон Вердум, який у своєму щоденнику залишив опис містечка.
Від середини XVIII століття знову село.
1744 року у Збрижі засновано монастир отців Капуцинів.
У 1940-1941, 1944-1959 роках село належало до Скала-Подільського району Тернопільської області. З ліквідацією району 1959 року увійшло до складу Борщівського району.
12 червня 2020 року, відповідно до розпорядження Кабінету Міністрів України № 724-р «Про визначення адміністративних центрів та затвердження територій територіальних громад Тернопільської області» увійшло до складу Скала-Подільської селищної громади.
19 липня 2020 року, в результаті адміністративно-територіальної реформи та ліквідації Борщівського району, село увійшло до складу новоутвореного Чортківського району.

## Населення
Згідно з переписом УРСР 1989 року чисельність наявного населення села становила 31 особа, з яких 16 чоловіків та 15 жінок.
За переписом населення України 2001 року в селі мешкало 18 осіб. 100 % населення вказало своєю рідною мовою українську мову.

## Охорона природи
Село межує з національним природним парком «Подільські Товтри».

## Відомі мешканці

### Уродженці
- Зозуляк Євген Тадейович — український журналіст, письменник. Член Національної спілки письменників України, член Національної спілки журналістів України

## Галерея

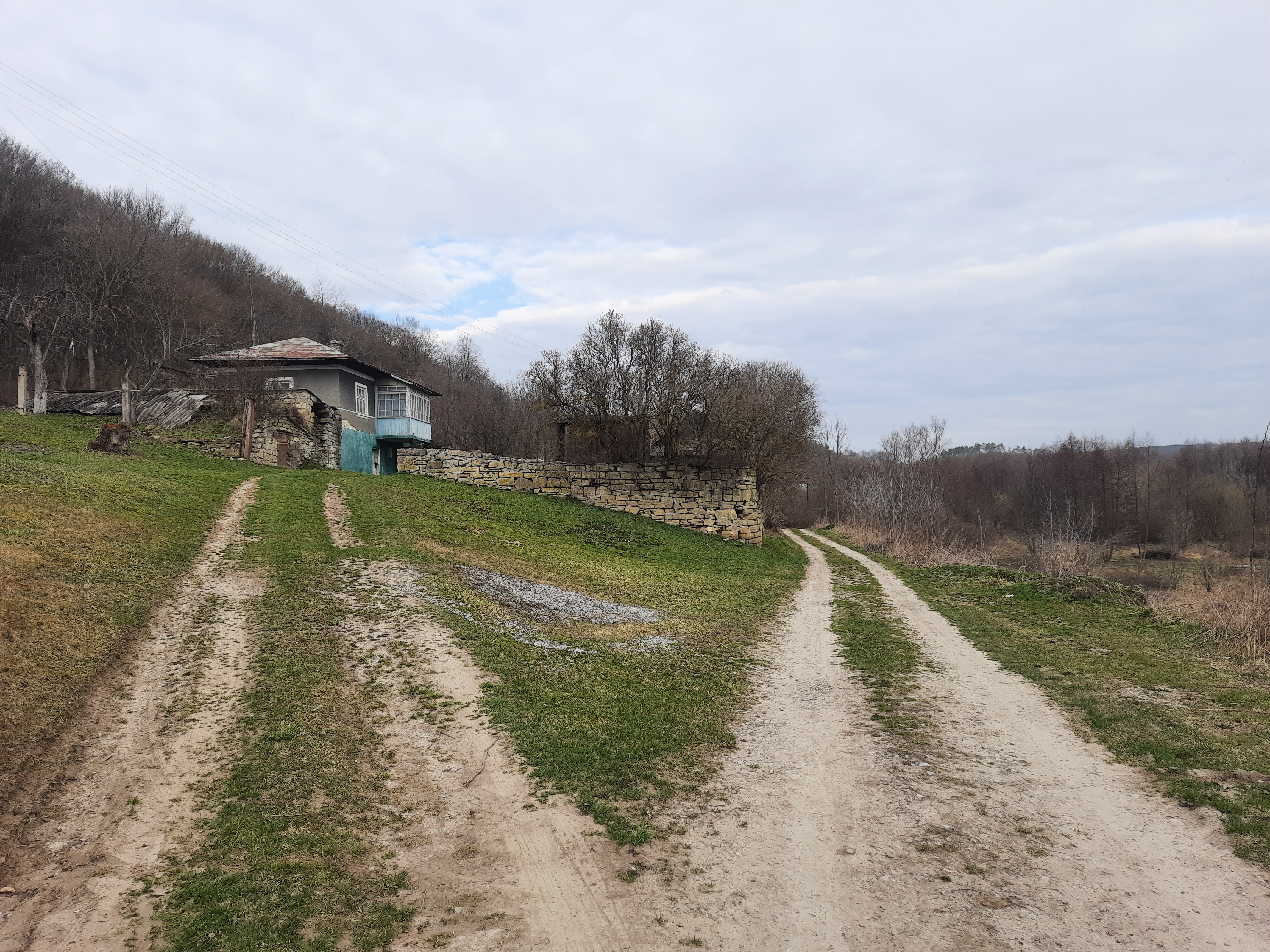
В'їзд у село з боку Скали-Подільської
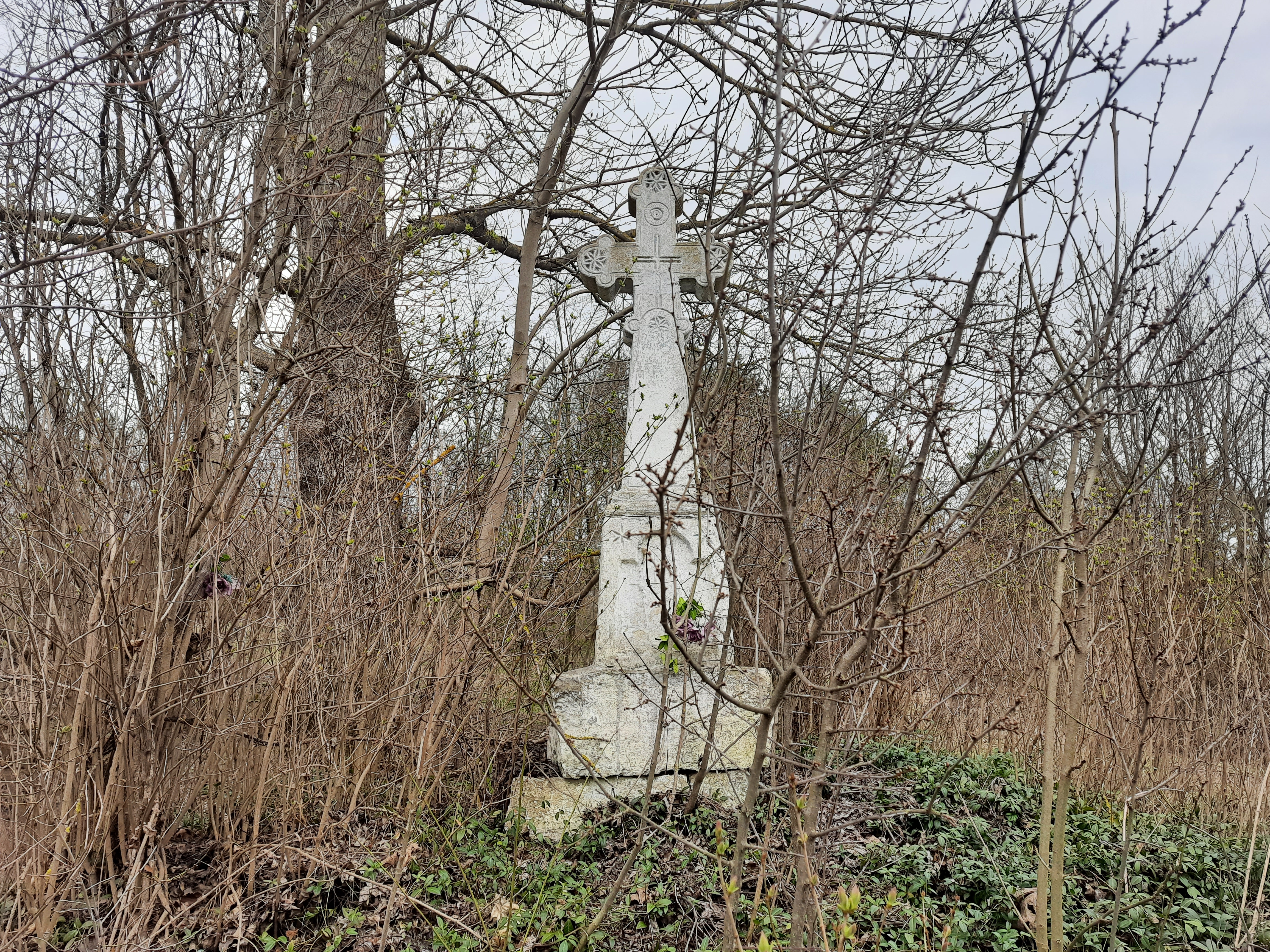
Пам'ятний хрест встановлений з нагоди скасування панщини
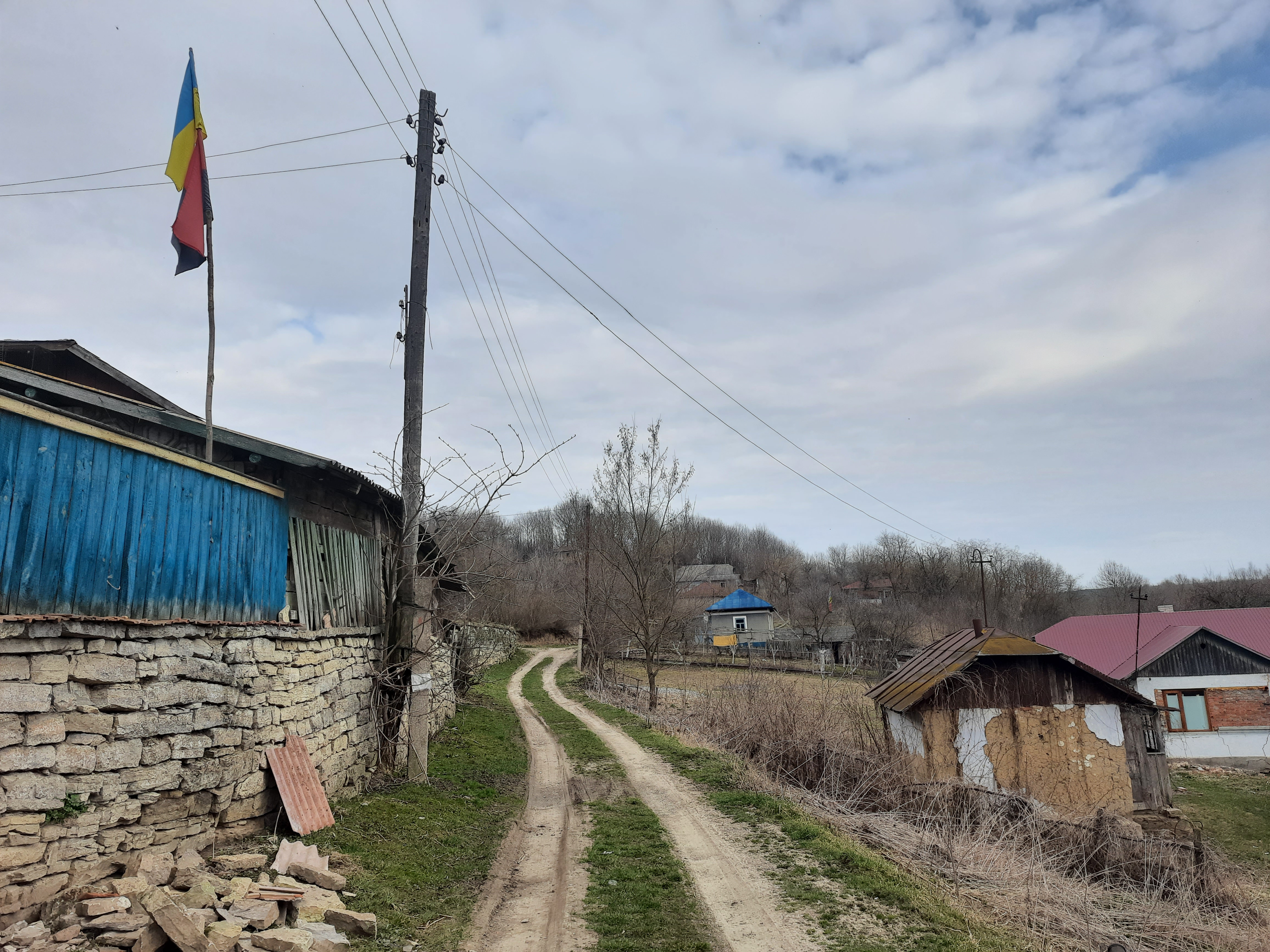
Сільська вулиця
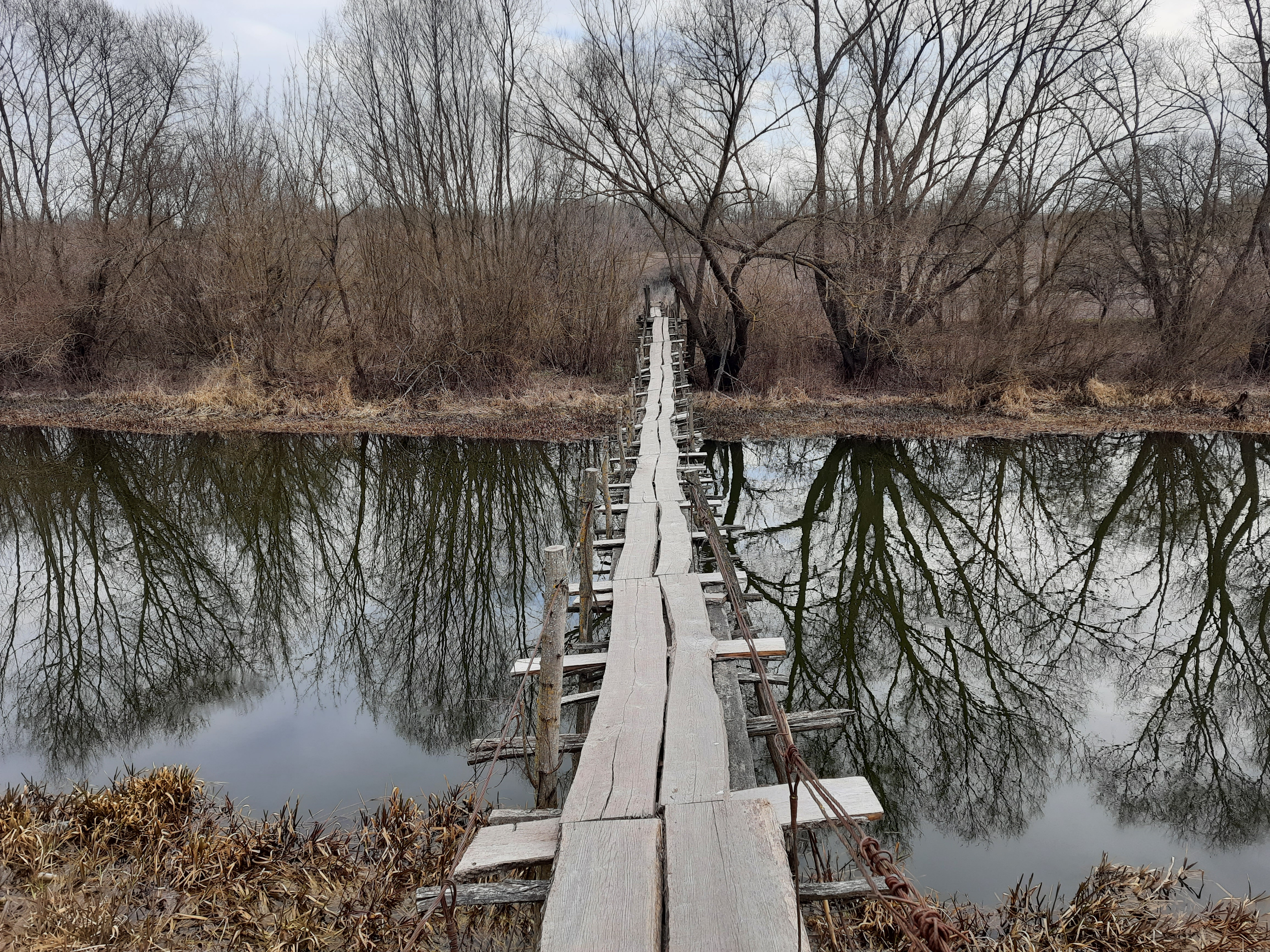
Кладка через Збруч
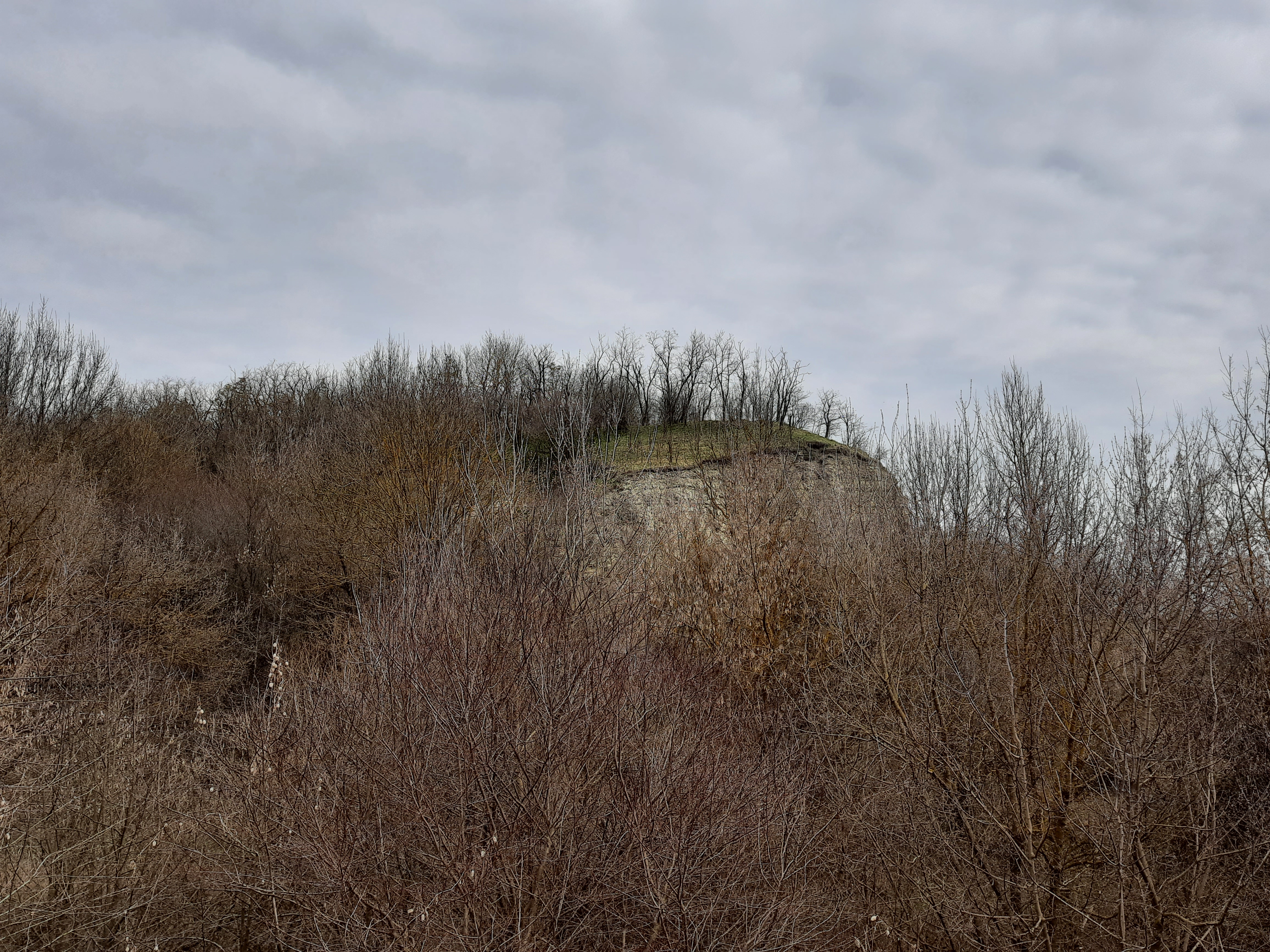
Гора Тямпа неподалік села
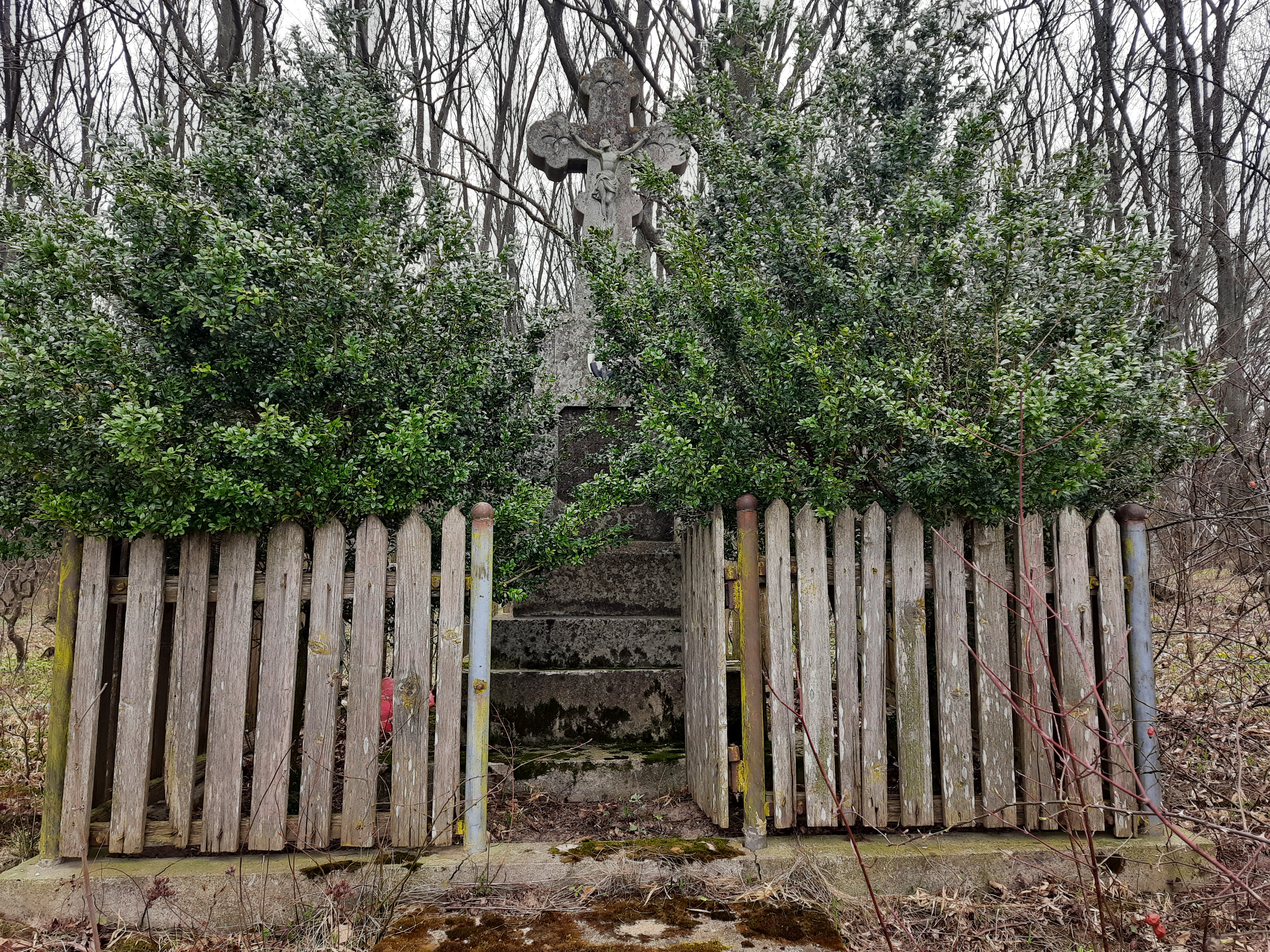
Пам'ятний хрест на місці загибелі з'язкової УПА Ганни Гаврилюк у лісі неподалік Збрижа